# 情欲の炎
『情欲の炎』（じょうよくのほのお、Out Of The Cellar）は、ラットが1984年にリリースした1枚目のメジャー・デビュー・アルバム。
シングルカットされた「ラウンド・アンド・ラウンド」が全米チャート12位とヒットし、アルバムも全米で300万枚以上売り上げ、ラット最大のヒットアルバムとなった。その他にも「ウォンテッド・マン」「バック・フォー・モア」がシングルカット。「ウォンテッド・マン」は全米チャート87位を記録。「バック・フォー・モア」は前年に自主リリースされた『ラット』に収録された曲のリレコーディング・バージョンで、ビデオクリップにモトリー・クルーのニッキー・シックスとトミー・リーが友情出演している。

## 収録曲
1. ウォンテッド・マン - Wanted Man  [3:37]
Words/Music:Joey Cristofanilli, Robbin Crosby, Stephen Pearcy
2. ユア・イン・トラブル - You're In Trouble  [3:16]
Words/Music:Crosby, Warren DeMartini, Pearcy
3. ラウンド・アンド・ラウンド - Round And Round [4:22]
Words/Music:Crosby, DeMartini, Pearcy
4. イン・ユア・ディレクション - In Your Direction [3:30]
Words/Music:Pearcy
5. シー・ウォンツ・マネー - She Wants Money [3:04]
Words/Music:Juan Croucier
6. ラック・オブ・コミュニケーション - Lack Of Communication [3:52]
Words/Music:Croucier, Pearcy
7. バック・フォー・モア - Back For More [3:42]
Words/Music:Crosby, Pearcy
8. モーニング・アフター - Morning After [3:30]
Words/Music:Crosby, DeMartini, Pearcy
9. 狂気 - I'm Insane [2:54]
Words/Music:Crosby
10. 殺しの情景 - Scene Of The Crime [4:54]
Words/Music:Crosby, Croucier

## 参加ミュージシャン
- スティーヴン・パーシー (Stephen Pearcy)  - ボーカル
- ウォーレン・デ・マルティーニ (Warren DeMartini)  - ギター
- ロビン・クロスビー (Robbin Crosby) - ギター
- フアン・クルーシエ (Juan Croucier)  - ベース
- ボビー・ブロッツァー (Bobby Blotzer)  - ドラム